# 서술
서술 (敍述)은 사건이나 생각 따위를 차례대로 말하거나 적는 것이다. 관객들에게 이야기를 전달하는 서면 또는 음성 해설의 사용—또는 특별히 선택된 방법 또는 사용 과정 (이야기 방식이라고도 한다)—이다. 서술은 이야기의 작성자가 자신의 이야기를 제시하는 기술의 집합을 포함한다. 이는 다음을 포함한다.
- 이야기 시점: 이야기가 연통되는 관점 (또는 개인이나 비개인 "렌즈"의 종류)
- 이야기 소리: 이야기가 연통되는 형식 (표현적 양식의 유형)
- 이야기 시간: 이야기의 과거, 현재, 또는 미래 속 시간틀의 배치

## 같이 보기
- 시작 서술
- 이야기 구조